# Ајзеа Мајк
Ајзеја Мајк (енгл. Isiaha Mike, Торонто, 11. август 1997) канадски је кошаркаш. Игра на позицијама крила и крилног центра, а тренутно наступа за Партизан.

## Каријера
Професионалну каријеру почео је у Немачкој где је две сезоне носио дрес бундеслигашке екипе Најнерси Кемниц. У јуну 2022. потписао је за франуцски Бург. Провео је наредне две сезоне у Бургу а током друге године уврштен је у идеалне петорке Еврокупа и француске лиге. У августу 2024. прешао је у београдски  Партизан.

## Успеси

### Клупски
- Скарборо шутинг старси:
  - Првенство Канаде (1): 2023.

- Партизан:
  - Првенство Србије (1): 2024/25.
  - Јадранска лига (1): 2024/25.

### Појединачни
- Идеални тим Еврокупа — прва постава (1): 2023/24.